# Sheelah
Sheelah (tidigare Caracola), var en svensk popgrupp bestående av Emma Lewin och Emelie Rosén. 

## Historik

### Framgångar
Gruppen bildades som Caracola inför Melodifestivalturnén 2005 där de fungerade som "förband" i alla melodifestivalsstäder innan sändningen började. De fortsatte sedan hela sommaren 2005 som gästartister och programledare på tjugofem festivaler med bland andra Linda Bengtzing, Caroline Wennergren, Mathias Holmgren, Velvet och Shebang.
Gruppens debutsingel, Överallt, släpptes den 15 februari 2006 och låg som högst på plats 8 på svenska försäljningslistan. Den efterföljande singeln Sommarnatt nådde plats 3 på listan. 

### Medlemmar
Från början var förutom Lewin och Rosén även Frida Karlsson medlem, men hon lämnade gruppen i januari 2009. Hon ersattes av Sara Larsson, men under våren 2010 lämnade även hon gruppen. 2009 valde gruppen att lämna sitt managementbolag och bytte samtidigt namn till Sheelah, då managementbolaget Lingman & Co ägde rättigheterna till namnet Caracola.
En ny grupp vid namn Caracola bildades år 2014, nu med de tre tjejerna Vendela Hollström, Ebba Knutsson och Sannah Johansson. Gruppen gjorde en turné under våren 2014 som besökte samma städer Melodifestivalen 2014 gjorde. Turnén pågick mellan januari och april 2014.

### Melodifestivalen
Den 23 februari 2008 deltog Caracola i den tredje deltävlingen av Melodifestivalen i Linköping med låten Smiling in Love där de gick till Andra chansen, som hölls den 8 mars 2008. De förlorade den första omgången (kvartsfinalen) mot Ola Svenssons Love In Stereo.
Efter att Aftonbladets musikskribent Torbjörn Ek under Melodifestivalen 2008 hade kallat gruppen för "Bubbles" och deras musik för "tuggummipop", bestämde sig gruppens låtskrivare (Henrik Bie och Matias Olsson) för att "hämnas" och skrev sången The Tuggummi Song, som handlar om Torbjörn Ek och dennes journalistkollegor.

## Diskografi

### Album
- Caracola (2006)
- Love Alive (2007)
- This is Caracola (2008)

### Singlar
- Överallt (2006)
- Sommarnatt (2006)
- Glömmer Bort Mig (2006)
- Mango Nights (2007)
- My Baby Blue (2007)
- Smiling in Love (2008)
- Vamos, Vamos (2008)
- The Last Time (2011)